# Woensberg
De Woensberg is een opgeworpen heuvel in het Gooi in de Nederlandse provincie Noord-Holland. De heuvel ligt in de gemeente Huizen. De heuvel is 22,3 meter hoog. Aan de zuidzijde ligt de Woensbergweg, die de gemeentegrens vormt met Blaricum. Deze berg is een van de negen tafelbergen in het Gooi.

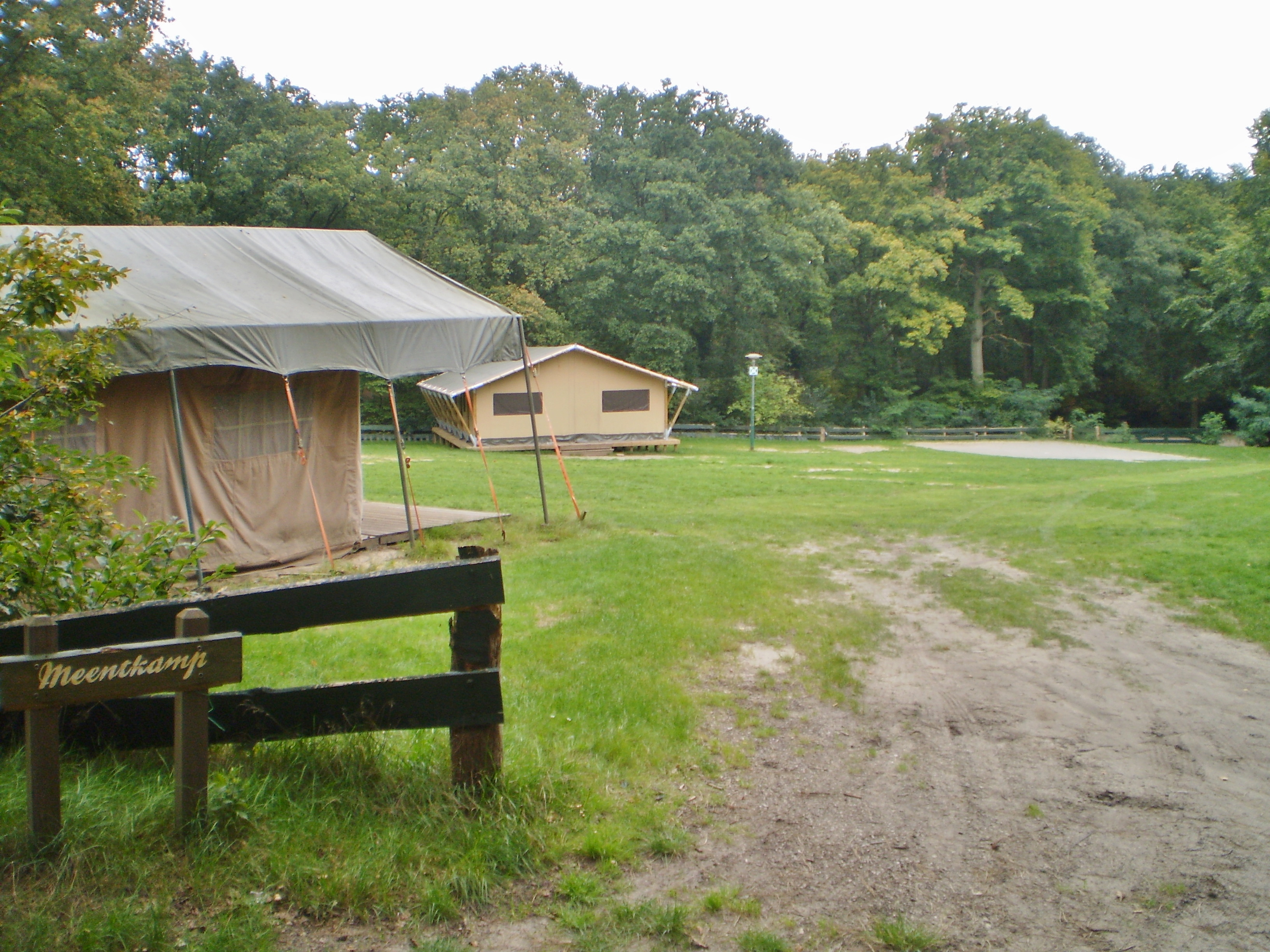
Meentkamp

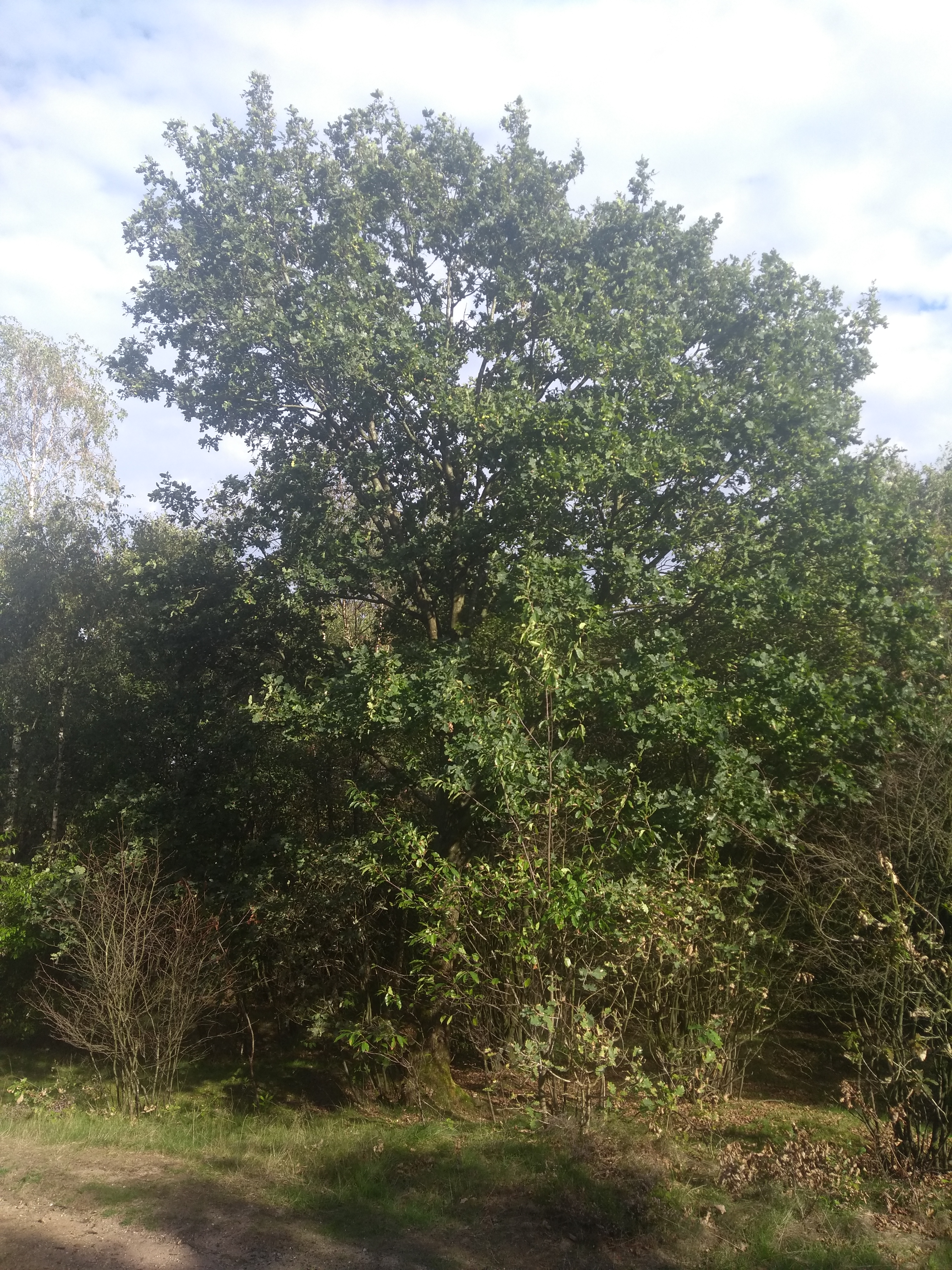
De heilige eik op de Woensberg

De naam van de heuvel zou verwijzen naar de god Wodan.
Sinds 2014 vinden er naast recreatieve ook ceremoniële ontmoetingen plaats georganiseerd door een asatrugemeenschap
Andere heuvels in het gebied zijn de Tafelberg, Trapjesberg, Sijsjesberg, Eukenberg, Aalberg en de Leeuwen- of Venusberg.